# Дридзе, Тамара Моисеевна
Тама́ра Моисе́евна Дри́дзе (2 октября 1930, Москва — 31 октября 2000, там же) — российский социолог, доктор психологических наук, профессор социологии, создатель экоантропоцентрической парадигмы социологии и семиосоциопсихологической парадигмы социальной коммуникации, ситуационной концепции социокультурной динамики, методологии прогнозного социального проектирования и концепции социально ориентированного социального управления, семиосоциопсихологической концепции лингводидактики. Вся научная деятельность связана с Институтом социологии РАН.

## Биография
В 1956 году окончила 1-й Московский государственный педагогический институт иностранных языков (МГЛУ). Специальность по диплому — преподаватель английского и испанского языка. Работала сначала переводчиком на московском заводе «Изолятор», а затем инженером по технической информации на Московском карбюраторном заводе.
В аспирантуру Института философии АН СССР поступила 1 декабря 1966, но с октября 1968 года стала одной из первых аспиранток образованного в этом году Института конкретных социальных исследований СССР, который окончила 31 декабря 1969 года.
В 1970 году Дридзе Т. М. была зачислена в проект «Методология исследования социальных изменений», который возглавлял Ю. А. Левада, и в генеральный проект «Общественное мнение», эмпирической площадкой которого был город Таганрог.
26 декабря 1969 года присуждена ученая степень кандидата философских наук. Кандидатская диссертация по теме «Некоторые семиотические аспекты психосоциологии языка. Влияние семиотического уровня аудитории и информативности текстовых материалов на информированность населения (в рамках изучения прессы)».
С 1972 по 1976 года Дридзе Т. М. работала в секторе Социологической информации. В этот период была избрана на должность старшего научного сотрудника по конкурсу.
В 1974 году Т. М. Дридзе организовала группу аннотирования и индексирования литературы по социологии и смежной проблематике, которой руководила до перехода в сектор Прогнозирования образа жизни.
В 1976 году переведена в сектор Прогнозирования образа жизни, который возглавлял доктор исторических наук И. В. Бестужев-Лада.
14 декабря 1984 года было принято решение ВАК о присуждении Т. М. Дридзе степени доктора психологических наук по специальности «социальная психология». В 1991 году было присвоено звание профессора по специальности «Социально-политические процессы, организации и управление».
В 1998 году Т. М. Дридзе возглавила Центр социального управления, коммуникации и социально-проектных технологий (в настоящее время Центр социологии управления и социальных технологий Института социологии РАН). Действительный член Международной академии информатизации.

## Научная деятельность
Т. М. Дридзе является автором 258 работ, включая интернет-публикации, создатель экоантропоцентрической парадигмы социологии и семиосоциопсихологической парадигмы социальной коммуникации, ситуационной концепции социокультурной динамики, методологии прогнозного социального проектирования и концепции социально ориентированного социального управления, семиосоциопсихологической концепции лингводидактики.
В 1976 году разрабатывала методы исследования образа жизни — применила информативно-целевой анализ научной литературы для построения системы социальных показателей образа жизни. В 1978 году Т. М. Дридзе включилась в подготовку и организацию всесоюзного исследования образа жизни. Она участвует в написании программы исследования, составлении методических документов, редактирует материалы.
Важным событием научной и служебной биографии Т. М. Дридзе было создание Межотраслевого научного коллектива (МНК) по проблеме «Прогнозное проектирование в социальной сфере: теория, метод, технология». Первоначальной целью создания научного коллектива нового типа было совершенствование методологии прогнозирования. Руководителем коллектива назначалась Т. М. Дридзе.
Начало 90-х годов отмечено активной общественной деятельностью Т. М. Дридзе — она участвует в работе представительных органов российских и международных организаций: Российского фонда культуры, Союза архитекторов РФ и Международного союза архитекторов-градопроектировщиков, Исполкома Общества урбанистов и Исследовательских комитетов «Коммуникация, знание и культура» и «Жилище и окружающая среда» Международной социологической ассоциации.
Дридзе Т. М. преподавала в РУДН, читала для студентов направления «социология» курс «Социальная коммуникация и культура: введение в семиосоциопсихологию», руководила подготовкой магистерских и кандидатских диссертаций.

Могила Т. М. Дридзе на Новом Донском кладбище в Москве

## Области научных интересов
Тамара Моисеевна является основоположником нескольких парадигм и концепций: прогнозное социальное проектирование, лингвосоциопсихология, информативно-целевой анализ и др.

### Прогнозное социальное проектирование
Методы прогнозного социального проектирования, разрабатываемые в 1985—1995, успешно применялись Тамарой Моисеевной к анализу социальных оснований городского устройства. На этой базе были предложены меры по совершенствованию городского управления, разработан дифференциальный подход к изучению влияния особенностей местной среды на образ и качество жизни городских сообществ. Были также созданы и опробованы комплексные социально-диагностические технологии, методы социальной экспертизы градостроительных проектов и программ.

### Семиосоциопсихология
Семиосоциопсихология (первоначальное название «лингвосоциопсихология») — наука о процессах функционирования текстов в обществе; основное внимание здесь обращено не к содержательной стороне любых целостных, завершенных коммуникативных актов (по-Дридзе, «текстов»), а к его мотивационно-целевой структуре, что позволяет входить в широкий контекст человеко-средовых взаимодействий. Семиосоциопсихология опирается не только на накопленные наукой знания о языке, но и на знания о человеке как активном субъекте деятельности, который не только познает, но и создает окружающий его мир, вступая в коммуникативные взаимодействия. Эта деятельность не только сопутствует всем другим видам деятельности людей, связывая их в единое целое, но и является самостоятельно мотивированной и целенаправленной предметной деятельностью, существенно влияющей на образ жизни людей и на социокультурные процессы.

### Интенциональный (мотивационно-целевой) анализ
В рамках семиосоциопсихологии текст рассматривается как целостная иерархическая содержательно-смысловая структура, объединённая авторской интенцией замыслом). Основная задача метода (в ряде работ Т. М. Дридзе он носит также название информативно-целевой) состоит в том, чтобы оценить конкретный текст с точки зрения его первичной и вторичной информативности.
Первичная информативность характеризуется не абсолютным количеством информации в тексте, а лишь той её частью, которая становится достоянием воспринимающего человека. Первичная информативность описывает потенциальную способность конкретного текста донести замысел, основное коммуникативное намерение автора до потребителя.
Интенциональный (мотивационно-целевой) анализ ориентирован на свойство их вторичной информативности. Это свойство допускает многофункциональную интерпретацию содержания текста. Обращаясь к тексту, пользователь далеко не всегда извлекает ту информацию, которая отражает коммуникативное намерение автора, в результате возникают т. н. «смысловые ножницы».
На основе семиосоциопсихологического подхода к анализу текстов, в той или иной мере содержащих сведения об избранной для изучения сфере образа жизни, мы можем, с одной стороны, получить целостное представление о содержании и структуре нормативного сознания (перечни действующих общих и конкретных правовых, морально-этических, эстетических и прочих норм и общепринятых ценностей) как одном из условий деятельности социальных субъектов. С другой стороны, могут быть получены сведения о распространенных и рекомендуемых моделях деятельности и взаимодействия: перечни функций и признаков, присущих разным социальным субъектам, общих и частных целей деятельности в целом и по частным действиям, а также самих действий, операций.
Информативно-целевой анализ текста направлен на выявление основных характеристик текста:
- точность — способность выразить коммуникативные намерения автора;
- информативность — способность служить источником информации для реципиента.

В рамках такого анализа документов анализируется цепочка: коммуникатор — сообщение — реципиент. Объект исследования — сообщение, которое концентрирует в себе то, что хотел передать коммуникатор и то, что получил реципиент.
Реализация информационно-целевого анализа:
I. Внешний анализ текста — автор, время написания/публикации, географическая принадлежность, источник информации.
II. Анализ макроструктуры текста — выстраивается иерархия смысловых блоков (предикаций). Предикация 1 порядка — смысловой блок, содержащий коммуникативные намерения автора. Предикация 2 порядка — содержит аргументацию. Предикация 3 порядка — связана с иллюстрациями, подкреплением коммуникативного намерения. Предикация 4 порядка — второстепенные элементы (описание фона, атмосферы и т. д.). Основная проблема — выявление коммуникативных намерений автора. Пример:
1. Предикация 1 порядка: «Голосуйте за кандидата Х»
2. Предикация 2 порядка: «О его честности говорит бескомпромиссная борьба с ворами на его родном заводе».
3. Предикация 3 порядка: «Кандидат Х вышел из простой семьи, поэтому он хорошо знает интересы простого народа, а также честен, смел и не замечен в порочащих связях».
4. Предикация 4 порядка: «В наше нелегкое время непрекращающихся кризисов России нужен президент, который выведет страну из тупика».

III. Определение микроструктуры текста — наборов внутритекстовых связей, образующих логико-фактологические цепочки смысловых слов. Состоит из опорных смысловых узлов (синтаксем), раскрывает логику развертывания смыслового плана текста (синтаксемы состоят из основного и служебного слова).
Требования:
- Каждая предыдущая синтаксема должна быть логически связана с последующей.
- Каждое служебное слово должно составлять со смысловым словом полноценный смысловой узел.
- Каждая новая синтаксема выписывается с заглавной буквы, с новой строки, кодируется порядковым номером.

## Дридзевские чтения
Идеи Т. М. Дридзе развиваются её учениками —
- Т. З. Адамьянц, Е. М. Акимкиным (исследовательский комитет «Социология городского и регионального развития Архивная копия от 22 января 2015 на Wayback Machine», Российское общество социологов),
- Л. Н. Цой (Московская школа конфликтологии Архивная копия от 26 июля 2010 на Wayback Machine),
- В. А. Шиловой Архивная копия от 25 апреля 2011 на Wayback Machine и др.

Ежегодно проходят мероприятия, посвященные памяти Т. М. Дридзе — «Дридзевские чтения»
Например, 26 ноября 2010 г. в Центральном Доме Ученых РАН состоялся круглый стол, посвященный памяти Т. М. Дридзе, и X юбилейные Дридзевских чтений, посвящённых 80-летию со дня рождения Т. М. Дридзе).

## Труды
Всего опубликовано 258 работ Т. М. Дридзе, включая интернет-публикации. Основные произведения:

### Монографии
- Дридзе Т. М. Организация и методы лингвопсихосоциологического исследования массовой коммуникации. М.: Изд-во МГУ, 1979. (Учебное пособие — практикум по спецкурсу «Введение в лингвосоциопсихологию»)
- Дридзе Т. М. Язык и социальная психология. М.: Высш. школа, 1980.
- Дридзе Т. М. Текстовая деятельность в структуре социальной коммуникации. Проблемы семиосоциопсихологии. Архивная копия от 21 мая 2009 на Wayback Machine — М.: Издательство «Наука»; Академия наук СССР, Институт социологических исследований, 1984.
- Дридзе Т. М., Орлова Э. А. Ситуационный анализ образа жизни при прогнозировании и проектировании социокультурных процессов: Экология малого города; Программа экополис. Издательство: Художественная литература, 1986.
- Дридзе Т. М. Прогнозное социальное проектирование: теоретико-методические и методологические проблемы / Отв. ред. д. психол. н., проф. Т. М. Дридзе; 2-е изд., испр. и доп." (1994);
- Дридзе Т. М., Орлова Э. А. Основы социокультурного проектирования. М., 1995. С.3-22, 142.
- Дридзе Т. М. Социально-диагностическое исследование города // Вестник Российского гуманитарного научного фонда. — 1996. — № 1. — С. 95-103;
- Градоустройство: от социальной диагностики к конструктивному диалогу заинтересованных сторон: В 2 кн. / РАН. Ин-т социологии. Центр соц. упр., коммуникации и соц.-проектных технологий; Отв. ред. Т. М. Дридзе — М.: Изд-во Ин-та психологии РАН, 1998.
- Социальное управление и социальная коммуникация на рубеже XXI: к преодолению парадигмального кризиса в социологии // В контексте конфликтологии: проблемы коммуникации и управленческого консультирования / Отв. ред. Т. М. Дридзе и Л. Н. Цой; 1999. — № 2. — С. 8-17;
- «Градоустройство: методология исследования городского конфликта» // В контексте конфликтологии: диагностика и методология управления конфликтной ситуацией Архивная копия от 22 мая 2016 на Wayback Machine. — 2001. — № 3. — С. 5-42 в соавторстве с Л. Н. Цой и Е. М. Акимкиным.

### Статьи
- Дридзе Т. М. Социально значимые процессы как объект управления (к экоантропоцентрической парадигме научного познания социальной реальности): введение в учебную программу // Социология: 4М. 1993—1994. № 3-4
- Дридзе Т. М. Межотраслевой научный коллектив — новая форма интеграции науки и практики" // Общественные науки. — 1988. — № 1. — С. 169—177;
- «Коммуникативная лингводидактика в расширении оснований социальных связей: семиосоциопсихологический подход» // Мир психологии. — 1996. — № 2. — С. 15-24;
- Дридзе Т. М. Две новые парадигмы для социального познания и социальной практики Архивная копия от 8 марта 2022 на Wayback Machine // Социальная коммуникация и социальное управление в экоантропоцентрической и семиосоциопсихологической парадигмах (2000). Кн.1. С. 5-42;
- Дридзе Т. М. Экоантропоцентрическая модель социального познания как путь к преодолению парадигмального кризиса в социологии Архивная копия от 8 марта 2022 на Wayback Machine с. 20-28 // Социологические исследования. 2000. № 2.
- Дридзе Т. М. Станет ли социология «наукой наук об обществе»? Архивная копия от 8 марта 2022 на Wayback Machine // Социологические исследования. 2001. № 3.